# Mina Santa Teresita
Mina Santa Teresita es una pequeña localidad del Departamento 25 de Mayo, provincia de Río Negro, Argentina. 

## Minería
Desde que se descubrió en 1953, la mina explotaba diatomita o tiza que se industrializaba en Ingeniero Jacobacci.
A la fecha, la mina está abandonada. La población se dedica a la cría de ganado ovino y caprino en el campo, en una economía de subsistencia.

## Población
Cuenta con 3 habitantes (Indec, 2010), lo que representa un marcado descenso del 85% frente a los 21 habitantes (Indec, 2001) del censo anterior.
| Gráfica de evolución demográfica de Mina Santa Teresita entre 1991 y 2010 |
|                                                                           |
| Fuente: Censos nacionales del INDEC                                       |

- Datos: Q6862734